# Ignacio Zaragoza, Coneto de Comonfort
Ignacio Zaragoza är en ort i Mexiko.   Den ligger i kommunen Coneto de Comonfort och delstaten Durango, i den centrala delen av landet, 900 km nordväst om huvudstaden Mexico City. Ignacio Zaragoza ligger 1 972 meter över havet och antalet invånare är 323.
Terrängen runt Ignacio Zaragoza är kuperad söderut, men norrut är den platt. Ignacio Zaragoza ligger nere i en dal. Runt Ignacio Zaragoza är det mycket glesbefolkat, med 3 invånare per kvadratkilometer. Närmaste större samhälle är Lozano Zavala, 18,8 km väster om Ignacio Zaragoza. Omgivningarna runt Ignacio Zaragoza är i huvudsak ett öppet busklandskap.